# Кортенберг
Кортенберг (на нидерландски: Kortenberg) е селище в Централна Белгия, окръг Льовен на провинция Фламандски Брабант. Намира се на 10 km западно от град Льовен. Населението му е около 18 300 души (2006).